# Ориентал (футбольный клуб)
«Ориентал» (порт. Clube Oriental de Lisboa) — португальский футбольный клуб из города Лиссабон. Клуб основан в 1946 году. Домашние матчи проводит на стадионе «Энженьэру Карлош Салема», который вмещает 8 500 зрителей.

## История клуба
Футбольный клуб «Ориентал» был создан 8 августа 1946 года при объединения трех команд: «Ош Фосфорош», «Марвиленсе» и «Шелаш». «Ориентал» является одним из клубов-основателей созданной в 2013 году лиги — Национального чемпионата Португалии. В сезоне 2013-14 команда впервые с 1989 года получила право выступать в Сегунда лиге. По итогам сезона 2015/16 вылетела обратно в третью лигу.